# 赤根谷飛雄太郎
赤根谷 飛雄太郎（あかねや ひゅうたろう、1916年1月5日 - 1969年8月22日）は、秋田県秋田市出身のプロ野球選手（投手）、野球指導者（秋田市立秋田商業高等学校硬式野球部監督）。プロ野球史上、最も漢字名の長い（7文字）選手として知られる。
なお、「ヒユウタロウ」は誤読である。巨人の星の星飛雄馬風に「ヒュウタロウ」である。

## 来歴・人物

### 現役時代
秋田商業を経て、法政大学に進学すると、東京六大学野球で活躍を見せる。その後、社会人野球の秋田コンマーシャルクラブ・帝国石油でプレー。
1948年に32歳にして急映フライヤーズに入団。新人ながら加藤正二（35歳）に次ぐ高齢の選手だった。1年目は二軍の急映チックフライヤーズの監督を兼任しながらドロップを武器に一軍で12試合に登板し2勝を挙げるが、9月28日に行われた対金星戦（後楽園球場）で坪内道則に史上初の1000本安打を打たれてしまう。2年目は未勝利に終わり、この年限りで引退。

### 大下騒動
引退後は東急の球団職員となる。この頃、球団の主砲であった大下弘と仲が良く、しばしば連れ立って飲み歩いていた。赤根谷は大下のとりとめもない話しに対して、あまり意見を挟むこともなくいつもニコニコ聞くだけだったという。
1950年オフに大下の移籍騒動（大下騒動）が発生すると、法政大学野球部の同窓でかねてより交流があった近鉄パールスのスカウト・大西利呂に請われて、大下の代理人である加藤政志を紹介。これをきっかけに、赤根谷自身は関与していなかったものの、大下・加藤と近鉄側の移籍の密約が成立してしまった。
のちに、この密約を把握した東急球団幹部により、裏取引に加担したことを理由として赤根谷は東急を解雇されてしまった。この対応に大下が激怒したことから、東急電鉄本社の専務・大川博が赤根谷と加藤との三者会談を行う。この場で、赤根谷が密約に対する疑いを晴らすと、大川から東急に戻るように要請を受けるなど懐柔される。それまで赤根谷は、大下を希望する近鉄に行かせてやるべきと話していたが、この会談以降、大下を東急の決めた西鉄ライオンズに行かせた方が得策と口にするようになったという。なお、加藤が務める国際自動車へ就職する仲介を受けていたため、大川の要請を受けても赤根谷は東急球団へは戻らなかった。
その後、大下が加藤をも避け始めて身を隠した際には、赤根谷が実家の旅館に大下の身柄を匿っていたとされる。

### 高校野球指導者時代
その後、加藤から紹介された国際自動車へ務めることもなく、故郷の秋田へ戻って高校野球指導者となる。赤根谷が育てた選手として嵯峨健四郎（東映フライヤーズ）、石戸四六（サンケイアトムズ）、佐々木吉郎（大洋ホエールズ）などがいる。
1969年8月22日に、13年の闘病生活、4度目の発作の末、死去。53歳没。

## 詳細情報

### 年度別投手成績
| 年 度     | 球 団     | 登 板 | 先 発 | 完 投 | 完 封 | 無 四 球 | 勝 利 | 敗 戦 | セ 丨 ブ | ホ 丨 ル ド | 勝 率 | 打 者 | 投 球 回 | 被 安 打 | 被 本 塁 打 | 与 四 球 | 敬 遠 | 与 死 球 | 奪 三 振 | 暴 投 | ボ 丨 ク | 失 点 | 自 責 点 | 防 御 率 | W H I P |
| --------- | --------- | ----- | ----- | ----- | ----- | -------- | ----- | ----- | -------- | ----------- | ----- | ----- | -------- | -------- | ----------- | -------- | ----- | -------- | -------- | ----- | -------- | ----- | -------- | -------- | ------- |
| 1948      | 急映 東急 | 12    | 7     | 2     | 0     | 0        | 2     | 3     | --       | --          | .400  | 239   | 57.1     | 53       | 1           | 26       | --    | 0        | 19       | 0     | 1        | 20    | 17       | 2.67     | 1.38    |
| 1949      | 急映 東急 | 10    | 6     | 0     | 0     | 0        | 0     | 3     | --       | --          | .000  | 171   | 36.0     | 55       | 9           | 12       | --    | 0        | 12       | 1     | 0        | 31    | 28       | 7.00     | 1.86    |
| 通算：2年 | 通算：2年 | 22    | 13    | 2     | 0     | 0        | 2     | 6     | --       | --          | .250  | 410   | 93.1     | 108      | 10          | 38       | --    | 0        | 31       | 1     | 1        | 51    | 45       | 4.34     | 1.56    |

- 急映（急映フライヤーズ）は、1949年に東急（東急フライヤーズ）に球団名を変更

### 記録
- 初登板：1948年6月4日、対大阪タイガース7回戦（後楽園球場）、7回表無死から3番手で救援登板・完了、3回無失点
- 初先発登板：1948年8月10日、対中日ドラゴンズ11回戦（阪急西宮球場）、8回1/3を5失点（自責点4）で敗戦投手
- 初勝利・初先発勝利：1948年9月21日、対南海ホークス19回戦（後楽園球場）、8回2失点
- 初完投勝利：1948年9月28日、対金星スターズ16回戦（後楽園球場）、9回1失点

### 背番号
- 23 （1948年 - 1949年）